# NAF Neunkirchener Achsenfabrik
Die NAF Neunkirchener Achsenfabrik AG ist ein mittelständisches Familienunternehmen in Neunkirchen am Brand in Bayern, das Achsen und Getriebe für selbstfahrende Arbeitsmaschinen für die Bau-, Forst- und Landwirtschaft herstellt. NAF ist Marktführer für angetriebene Bogie-Achsen (Forstmaschinenantriebe).

## Geschichte
Die NAF wurde am 24. März 1960 durch den damaligen Neunkirchener Bürgermeister und bayerischen Landtagsabgeordneten Georg Hemmerlein und den Münchner Unternehmer Kaspar Lochner gegründet. 1968 wurde mit der Produktion von Planetenachsen begonnen. 1970 wurde das Entwicklungsbüro in München durch Ernst Auer eröffnet. 1974 übernahm Helmut Weyhausen die Firma. Seit 1976 werden Tandemachsen produziert. 2002 erfolgte die Umwandlung der NAF zur AG.
2017/2018 wurde das bestehende Werk um eine neue Lackieranlage sowie einen fünfgeschossigen Bürobau erweitert. Die neu errichtete Lackieranlage ist vollautomatisiert, arbeitet mit Lackierrobotern der neuesten Generation und ermöglicht Lackierungen von Achsen bis zu 6 Tonnen.

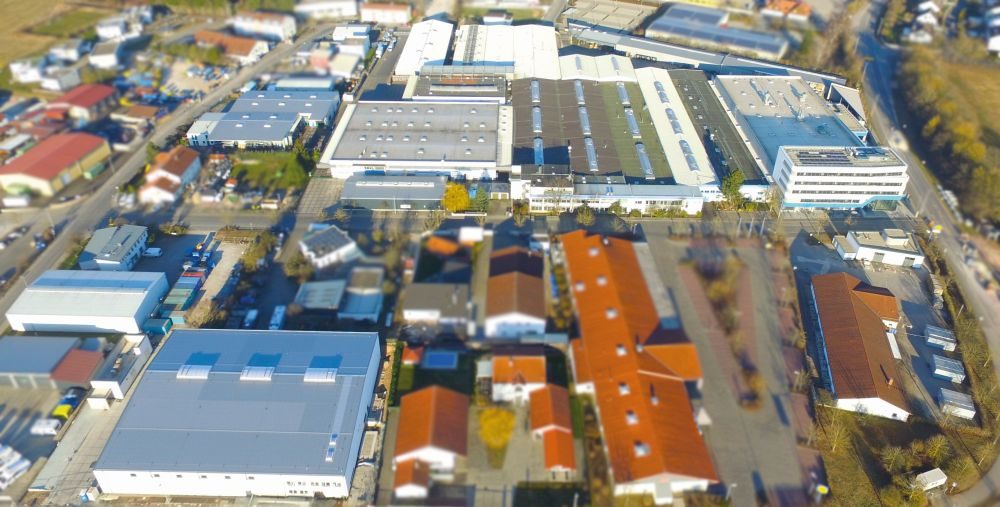
Luftbild vom Hauptsitz der NAF Neunkirchener Achsenfabrik AG im Jahr 2022

2021 erfolgte der erste Spatenstich zu einem neuen Versuchszentrum, das in 2023 fertiggestellt wurde.
2024 wurde mit dem Bau des NAF Forum begonnen; dieses Gebäude wird ein neues Betriebsrestaurant sowie Sozial- und Büroräume beherbergen. Die Fertigstellung ist für Ende 2025 geplant.

## Auszeichnungen
- 1995 Erstzertifizierung nach DIN EN ISO 9001
- 2007 das Gütesiegel „Sicher mit System“ für wirksamen Arbeitsschutz von der Berufsgenossenschaft erhalten.[9]
- 2009 den 130. Jobstar der Metropolregion Nürnberg erhalten.[10]
- 2016 Erstzertifizierung nach DIN EN ISO 14001
- 2016 Erstzertifizierung nach DIN EN ISO 50001
- 2019 Erstzertifizierung nach ISO 45001
- 2020 Bayerns Best 50[11]
- 2025 Bayerns Best 50[12]

## Niederlassungen
- 2007 Gründung NAF Russia GmbH, Jekaterinburg, Russland
- 2015 Gründung NAF Axles North America Inc., Morris, Illinois, USA

## Produkte
NAF stellt langlebige Hochleistungsachsen und -getriebe für den Einsatz in Off-Road-Fahrzeugen und mobilen Arbeitsmaschinen her für die
- Bauwirtschaft (Radlader, Mobilbagger, Knickgelenkte Muldenkipper, Grader, Straßendeckenfertiger, Straßenwalzen),
- Forstwirtschaft (Forwarder, Harvester, Skidder, Feller Buncher),
- Landwirtschaft (Häcksler, selbstfahrende Mähwerke, Mähdrescher, selbstfahrende Pflanzenschutzspritzen, Rübenernter, Ananasernter, Erbsenernter),
- sonstige Anwendungen (z. B. mobile Hafenkräne, Untertagefahrzeuge, Lift- und Hebefahrzeuge, Containerlader).

Die Produktpalette umfasst:
- Achsen
  - Planeten-Bogieachsen
  - Portal-Bogieachsen
  - Planeten-Portalbogieachsen
  - Planeten-Lenkachsen
  - Planeten-Starrachsen
- Getriebe
  - Verteilergetriebe
  - Zweimotorengetriebe (DualSync®)
- Komponenten
  - Differenzialgetriebe
  - Planetengetriebe